# Национальная библиотека Кувейта
Национальная библиотека Кувейта — центральная библиотека, библиотека обязательного экземпляра и авторского права Кувейта.

## Описание
Она была основана в 1923 году усилиями нескольких кувейтских писателей и унаследовала свою коллекцию от библиотеки Кувейтского благотворительного общества, основанного в 1913 году. Благодаря успеху библиотеки и большому количеству посетителей, в 1937 году правительство решило включить её в состав в Департамент информации, переименовав её в Библиотеку общественной информации.
С 1979 года за Библиотеку общественной информации стал отвечать Национальный совет по культуре, искусству и литературе, и библиотека была переименована в Центральную государственную библиотеку. К этому времени библиотека выросла и насчитывала более 50000 книг и томов, а также более 6000 периодических изданий — как арабских, так и иностранных, в дополнение к большому количеству редких рукописей.
В 1994 году Указ эмира № 52/1994 официально предписал создать Национальную библиотеку Кувейта и возложил на неё ответственность за сбор, организацию, сохранение и документирование национального наследия и состояния интеллектуальной и культурной продукции Кувейта. Современное здание библиотеки находится на улице Арабского залива.